# Smithville (Ohio)
Smithville è un villaggio degli Stati Uniti d'America, situato nello stato dell'Ohio, nella contea di Wayne.